# Все псы празднуют Рождество
«Все псы празднуют Рождество» (англ. An All Dogs Christmas Carol) — мультфильм, выпущенный студией Metro-Goldwyn-Mayer. Релиз мультфильма в США состоялся 17 ноября 1998 года сразу на видео. Мультфильм планировали выпустить как финальный эпизод мультсериала «Все псы попадают в Рай». По сути сюжет мультфильма является переосмысленной версией повести Чарльза Диккенса «Рождественская песнь», где в роли Скруджа выступает Карфейс.

## Сюжет
Мультфильм начинается в собачьем раю, где Аннабелль рассказывает щенкам-Ангелам о случае, произошедшем в одно Рождество. В это Рождество, как и положено, в кафе «Укус блохи» шла подготовка к празднику, однако появляются Карфейс и Киллер и начинают все портить. В один момент Карфейс достаёт волшебный свисток и дует в него, тем самым вводя всех присутствующих в транс. Затем Карфейс и Киллер собирают все Рождественские подарки и уходят, а пришедшие в сознание собаки ничего не понимают.
Чарли и Итчи отправляются в ломбард Карфейса, чтобы забрать все им награбленное. Там появляется Беладонна и раскрывает свой зловещий план, согласно которому все домашние собаки должны вытащить из дома рождественские подарки, после того как она использует такой же как у Карфейса свисток, только намного больше. После этого по их задумке домашних собак хозяева выгонят из дома. Беладонна не называет места, где находится свисток, и используя бесов прогоняет Чарли и Итчи.
Выбравшись Чарли начинает думать, как помешать Беладонне, но понимает, что ничего не сможет сделать, пока не узнает где находится свисток. Тут появляется Аннабелль и даёт друзьям «чудодей» — волшебный жетон Ангелов-Хранителей. Чарли решает использовать Карфейса, чтобы разрушить планы Беладонны, как наиболее приближенного к ней. Он использует Чудодей и разыгрывает перед Карфесом представление, как будто к нему приходят три Духа Рождества: Дух Рождественского прошлого, Дух Рождественского настоящего, Дух Рождественского будущего. Каждый дух приходил после удара колокола.
Первым приходит Дух Рождественского прошлого, которого сыграл Итчи. Итчи показывает детство Карфейса, и здесь становится понятным, почему Карфейс ненавидит Рождество. За нехорошие проделки Карфейса выгоняют из дому в Рождество, и мальчик, который о нём заботился, не приложил никаких усилий чтобы оставить щенка. Таким образом Карфейс попадает в плохую компанию и становится плохим псом. Итчи не смог переубедить Карфейса.
Вторым приходит Дух Рождественского настоящего, которого сыграла Саша. Саша показывает Карфейсу как его любит и уважает Киллер, который готовит ему подарок на Рождество. Затем они перемещаются в дом, где живёт щенок Тимми, у которого больная лапа. На лечение лапы Тимми в кафе «Укус блохи» откладывали деньги, но Карфейс и Киллер их недавно забрали.
Они застают Тимми, когда он разбивает тарелку. Карфейса трогает этот момент, так как именно из-за его шалости он был выгнан из дома, и считает что то же произойдет и с Тимми. Однако Тимми защищает его хозяйка на удивление Карфейса. Саше удалось растрогать Карфейса, но все же его не заботит то, что может произойти.
Третьим приходит Дух Рождественского будущего, которого сыграл Чарли. Чарли в своей песне рассказывает, что произойдет с душой Карфейса за его плохие поступки. После этого Карфейса начинают одолевать сомнения.
Тем временем Беладонна готова запустить свисток, который находился на Алькатрасе. Когда Карфейс прибывает на Алькатрас, он начинает задумываться и все же решает помешать Беладонне, так как не желает Тимми того, что произошло с ним. После запуска свистка начинает осуществляться план Беладонны. После нескольких неудачных попыток, Карфейсу удаётся все же испортить свисток. Разгневанная Беладонна пытается убить Карфейса, но тут появляется Аннабелль и легко побеждает свою кузину, засыпав её снегом. Загипнотизированные собаки возвращаются домой и выпадает снег.
На праздновании Рождества в кафе «Укус блохи» появляется Карфейс на санях в образе Санта Клауса и возвращает все что забрал, а также жертвует деньги на лечение лапы Тимми, затем он уезжает навестить маму.
На этом Анабель заканчивает свой рассказ и желает всем счастливого Рождества.

## Главные герои
- Карфэйс Каразарс (англ. Carface) — бульдог.
- Чарли Б. Баркин (англ. Charlie B. Barkin) — немецкая овчарка.
- Итчи Итчифорд, или Чесун (англ. Itchy Itchiford) — такса; лучший друг Чарли.
- Саша Ля Флёр (англ. Sasha La Fleur) — ирландский сеттер. Владелец кафе «Укус блохи» и подруга Чарли. Озвучивание этого персонажа было выполнено шотландской певицей Шина Истон (первым и пока единственным в истории исполнителем, песни которого входили бы в лучшую пятёрку Billboard в каждой из пяти основных категорий[8]).
- Киллер (англ. Killer) — друг и «шестёрка» Карфейса.
- Анабель (англ. Annabelle) — борзая; Ангел из собачьего Рая.
- Беладонна (англ. Belladonna) — кузина Анабель и её антипод.

## Ошибки
- В оригинале Саша Ля Флёр говорит «I’m the ghost of Christmas Present». В русском дубляже она говорит «Я привидение Рождественского подарка», что является неправильным переводом, так как «present» здесь означает не «подарок», а «настоящее (время)»